# 이승천
이승천(李承天, 1962년 3월 8일 ~ )은 대한민국의 대학 교수 출신 정치인이다. 당시 정세균 국회의장 정무수석비서관을 지냈다.

## 학력
- 1969.03 ~ 1975.02 대구동성국민학교 졸업
- 1975.03 ~ 1978.02 대성중학교 졸업
- 1978.03 ~ 1981.02 능인고등학교 졸업
- 1981.03 ~ 1985.02 계명대학교 법학 학사
- 1988.03 ~ 1990.02 계명대학교 일반대학원 법학 박사과정 수료

## 경력
- 1997.09 ~ 2017.02 대구미래대학 경찰행정학과 부교수
- 2003.12 ~ 2004.12 한국지방자치학회 이사
- 한국법학회 부회장
- 2010.08 ~ 2012.01 대구미래대학 교무처 처장
- 참길자원봉사센터 이사
- 2012.12 제18대 대통령선거 민주통합당 문재인 후보 대구광역시당 선거대책위원회 위원장
- 2016.06 ~ 2017.08 국회 정세균 국회의장 정무수석비서관
- 2019.09 ~ 국가균형발전위원회 국민소통 및 지역협력 특별위원회 위원

### 정당 활동
- 2006.10 ~ 2007.07 열린우리당 국정자문위원
- 2007.02 ~ 2007.07 열린우리당 대구광역시당 동구 갑 운영위원회 위원장
- 2008.07 ~ 2011.12 민주당 대구광역시당 동구 을 지역위원회 위원장
- 2011.12 ~ 2013.05 민주통합당 대구광역시당 동구 을 지역위원회 위원장
- 2013.05 ~ 2014.03 민주당 대구광역시당 동구 을 지역위원회 위원장
- 2014.03 ~ 2015.12 새정치민주연합 대구광역시당 동구 을 지역위원회 위원장
- 2015.12 ~ 2016.06 더불어민주당 대구광역시당 동구 을 지역위원회 위원장
- 2017.08 ~ 2019.12 더불어민주당 대구광역시당 동구 을 지역위원회 위원장
- 2024.05 ~ 더불어민주당 대구광역시당 동구·군위군 을 지역위원회 위원장

## 역대 선거 결과
|  | 19.57% |

|  | 16.86% |

|  | 17.24% |

|  | 24.25% |

|  | 30.54% |